# Amparo Baró
Amparo Baró San Martín (Barcelona, 21 de setembro de 1937 — Madrid, 29 de janeiro de 2015) foi uma atriz espanhola. Em 2008, ganhou o Prêmio Goya de melhor atriz coadjuvante pelo seu papel no filme Siete mesas de billar francés.